# Whitney Port
Whitney Port (Los Ángeles, California; 4 de marzo de 1985) es una actriz estadounidense de televisión. Es conocida por su participación en el Reality The Hills y luego como protagonista de su propio show The City. Es una excolaboradora de moda para Teen Vogue.

## Biografía
Port nació y creció en Los Ángeles, California. Es hija de Jeffery y Vicky Lynn Port. Es la tercera más joven de sus hermanos y hermanas. Su padre, Jeff, es el dueño de una compañía de moda llamada Swarm.
Port asistió a la escuela Warner Avenue Elementary. Luego fue al Crossroads School for the Arts and Science en la escuela media y superior. El 2007, Port se graduó de la University of Southern California (USC) con un grado en Estudios de Género, en donde compartió dormitorio con Christina Schuller, miembro de Laguna Beach y amiga de Lauren Conrad.

## Carrera en la moda
Antes de trabajar para Teen Vogue, Porter hizo su pasantía (práctica)en la revista Women's Wear Daily por dos veranos. También hizo una pasantía en la revista W por tres veranos. Del 2005 al 2007, Port fue practicante junto a Lauren Conrad. En el episodio final de la segunda temporada de The Hills se muestra a Porter en una entrevista en la sede central de Vogue en Nueva York para el puesto de "contribuyente de moda" en Teen Vogue. El episodio muestra la competencia entre Port y otra joven, Emily Weiss, quien había aparecido previamente en la segunda temporada como practicante en Nueva York. Se reveló en la tercera temporada que Port había obtenido el trabajo, y fue contratada por Teen Vogue en Los Ángeles.
Port dejó Teen Vogue el 2007 y fue a The Peoples Revolution, una firma envuelta en el mundo de la moda, propiedad de Kelly Cutrone. Lauren Conrad se vio en el episodio 24 de la tercera temporada de The Hills asistiendo a Port en la Semana de la Moda en Los Ángeles, y al final del episodio se le ofreció , y aceptó, un puesto en The Peoples Revolution junto a Port. En 2008, Port obtuvo una entrevista con Diane von Furstenberg por su desempeño en su antiguo trabajo. Fue aceptada para el trabajo y se mudó a Nueva York. Su trabajo con DVF puede ser visto extensamente en su nuevo reality show The City. Se anunció que el 13 de abril de 2009, Whitney dejó a DVF y regresó a The Peoples Revolution con Kelly Cutrone.

### Modelaje

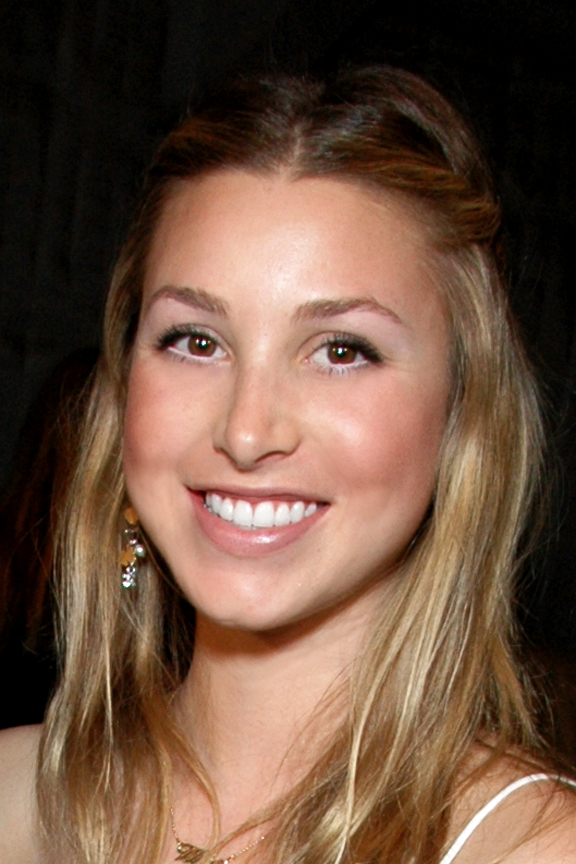
Whitney Port

En el episodio 6 de la primera temporada de The Hills, Port tuvo su primera experiencia como modelo de pasarela. Lució unos jeans DKNY en la Semana de la Moda de Los Ángeles. Whitney también modeló en el episodio 11 donde apareció en un segmento de Good Morning America con André Leon Talley, el editor general de la revista Vogue.

### Línea de Ropa
En marzo del 2008, Port sacó su línea de ropa de coctel y fiesta llamada Whitney Eve.

## Participaciones

### Televisión
- The Hills - 2006-2008.
- E! News - 2008
- The city - 2008
- Britain's & Ireland's Next Top Model, Ciclo 8 - 2012
- The Hills: Nuevos Comienzos - 2019-presente.

## Reality shows

### The Hills
Port destacó en The Hills. La mayoría del tiempo ella apareció como interna de Teen Vogue. Port dijo específicamente en dos episodios de MTV Canada que prefiere vivir su vida personal, incluyendo su relación de años, fuera del aire.
Al final de la primera temporada, Teen Vogue le ofreció a Lauren Conrad la oportunidad de pasar el verano de 2006 trabajando en París, Francia. Conrad no aceptó el trabajo y Port fue a París en su reemplazo. En la segunda temporada, Port apareció fuera del lugar de trabajo frecuentemente. En el episodio 5 Conrad visitó a Whitney en la casa de sus padres donde ella se estaba recuperando de una cirugía luego de remover una muela del juicio.
En el episodio 8 de la segunda temporada se muestra a la hermana más pequeña de Port, Jade, modelando en una sesión de fotos para Teen Vogue.
Port apareció el 2008en un episodio de la serie de HBO Entourage como ella misma. Desde mediados del 2009 Whitney participará en los shows para Global Radio's Hit Music Network y Bauer Radio.

### The City
La serie se centra en Port cuando se muda a Nueva York para trabajar con la diseñadora de moda Diane von Furstenberg. La serie debutó el 29 de diciembre de 2008 en MTV y el capítulo final salió al aire el 16 de abril de 2009. MTV lanzó la segunda temporada de The City meses después, la cual finalizó el 1 de diciembre de 2009, en esta se encontraron nuevos cambios como la participación de Olivia Palermo en la revista ELLE y el nuevo noviazgo de Port.

## Vida personal
En The City, Port salió con el músico australiano Jay Lyon. Al final de la primera temporada, Port y Lyon terminan su relación, aunque en el After Show, Whitney ha declarado que ella aún "ama" a Jay.
En 2015 se casó con Tim Rosenman, uno de los productores de The City. En julio de 2017 nació su primer hijo, Sonny Sanford Rosenman. En noviembre de 2021 hizo público que estaba embarazada de su segundo hijo, tras sufrir varios abortos y complicaciones. Sin embargo, poco después sufrió un aborto.